# Jampang Kulon (plaats)
Jampang Kulon is een bestuurslaag in het regentschap Sukabumi van de provincie West-Java, Indonesië. Jampang Kulon telt 2687 inwoners (volkstelling 2010).